# Natchaug State Forest
Natchaug State Forest ist ein State Forest im US-Bundesstaat Connecticut im Nordwesten des Windham County. Seine Parzellen sind über das Gebiet von sechs Gemeinden verstreut. Der Natchaug River verläuft von Norden nach Süden entlang der Westgrenze der größten Forstparzelle. James L. Goodwin State Forest schließt sich unmittelbar nach Süden an.

## Name
Der Name kommt aus dem Algonkin und bedeutet etwa: "Land zwischen den Flüssen". Es bezog sich ursprünglich nur auf das Gebiet an der Vereinigung von Bigelow River und Still River, aus denen der Natchaug River entsteht.

## Geographie
Der Forst liegt im nordwestlichen Windham County, auf dem Gebiet der sechs Gemeinden Ashford, Brooklyn, Chaplin, Eastford, Hampton, Pomfret. Er gehört zur Ökoregion der Northeastern coastal forests
Im Forst befindet sich als Überrest eines historischen Hauses ein Kamin. Das Haus war das Geburtshaus des Generals Nathaniel Lyon aus dem Sezessionskrieg. Auf dem Gebiet liegt das Hampton Reservoir und der Air Line State Park Trail begleitet einen Teil der Südgrenze.

## Freizeitmöglichkeiten
Die großen Waldgebiete verfügen über ein ausgedehntes Wanderwegesystem, die für alle Arten von Outdoor-Sport genutzt werden können. Zu den Wanderwegen gehören der Natchaug Trail und der Civilian Conservation Corps-Loop.